# Grundnorm
Grundnorm (it. norma fondamentale) è il fondamento di ogni altra norma nella dottrina pura del diritto con la struttura a gradi, secondo il pensiero del giurista Hans Kelsen; la Grundnorm sarebbe quindi valida in quanto presupposto valido.
Il concetto è stato confutato da altri studiosi, ad esempio dal danese Alf Ross e dal britannico Herbert Hart; il primo, noto esponente del realismo giuridico, sostenne che la figura di una Grundnorm non era necessaria in quanto, potendola riferire solo agli ordinamenti positivi (cioè con norme in piena vigenza), era sufficiente circoscrivere il riconoscimento di giuridicità ai soli ordinamenti effettivi. Il secondo portando il caso del suo paese, il cui ordinamento non ha una costituzione scritta, individuò il problema del regresso all'infinito, obiettando che una siffatta norma fondamentale conteneva un requisito irrinunciabile di cogenza, col risultato di richiedere appunto cogenza alle norme costituzionali, che talvolta non esistono.